# Pavel Klimenko
Pavel Jur'evič Klimenko, conosciuto anche con il nome di battaglia Vulkan (in russo Павел Юрьевич Клименко?; Ozek-Suat, 29 giugno 1977 – Donec'k, 6 novembre 2024), è stato un generale russo, eroe della Russia e comandante della 5ª Brigata fucilieri motorizzata delle guardie "A.V. Zacharčenko" fino alla sua morte nel 2024.

## Biografia
Klimenko nacque nel 1977 nel villaggio di Ozek-Suat, distretto di Neftekumsk del Territorio di Stavropol, nell'allora RSFS Russa. Poco dopo la sua nascita, la sua famiglia si trasferì nel villaggio di Zaterečnyj dove trascorse la sua giovinezza e completò gli studi scolastici.

### Carriera militare
Dopo essersi diplomato alla Scuola superiore di comando interforze di San Pietroburgo nel 1998, venne assegnato alla 810ª Brigata fanteria di marina. Alla fine degli anni '90, Klimenko fu inviato nel Caucaso settentrionale per combattere nella seconda guerra cecena. Successivamente divenne comandante di una compagnia e in seguito di un battaglione di fanteria marina.
Nel 2009 si diplomò all'Accademia militare interforze delle forze armate russe.
In seguito fu nominato comandante della 5ª Brigata fucilieri motorizzata delle forze separatiste della Repubblica Popolare di Doneck. 

#### Invasione russa dell'Ucraina
Sotto Klimenko, nel corso dei primi mesi di guerra la 5ª Brigata ha combattuto a Mariupol', Volnovacha e Popasna, venendo per questo ringraziata dal Capo di Doneck Denis Pušilin.
A partire da gennaio 2023 la brigata fu impiegata nel settore di Mar"ïnka, dove ha preso parte per tutto l'anno ai durissimi combattimenti per le rovine della cittadina, rasa al suolo dai bombardamenti russi.
Dopo la conquista di Mar"ïnka in autunno, la brigata rimase schierata nel settore, attaccando verso nord in direzione di Staromychajlivka ad ottobre 2023 e successivamente verso Krasnohorivka a partire da febbraio 2024. Dopo oltre due mesi di duri combattimenti, all'inizio di maggio l'unità riuscì ad occupare la parte meridionale della città insieme alla 110ª Brigata fucilieri motorizzata e Klimenko fu promosso a maggior generale. Nei mesi successivi le due unità furono impegnate nella difficile battaglia per l'insediamento, raggiungendone il centro cittadino nella metà di luglio.

### Morte
Il 6 novembre 2024 Klimenko, mentre si trovava nei pressi di un posto di blocco nel villaggio di Krasnohorivka nella regione di Donec'k, venne ferito gravemente ed evacuato verso la città di Donec'k per essere curato. Secondo alcuni canali Telegram russi, il generale sarebbe stato ferito da un drone ucraino, riportando ferite al cranio e all'anca. Altri canali Telegram hanno osservato che quando Klimenko è stato ritrovato ferito, il suo corpo non presentava alcuna bruciatura o lacerazioni da schegge, tipiche di un’esplosione. Al generale sono state diagnosticate fratture multiple al bacino, anca e costole e un trauma cranico. Tutte le lesioni sono tipiche degli incidenti motociclistici, e, secondo testimoni oculari, Klimenko fu coinvolto in un incidente motociclistico mentre era sotto l’effetto di alcol. Portato nell'ospedale n. 14 di Donec'k, il generale soccombette alle sue ferite e venne sepolto il 12 novembre 2024 a Sebastopoli.

## Vita privata
Il generale Klimenko era sposato con Natalija Protasova. La coppia ha avuto due figli, Nikita e Natalija. La famiglia vive a Sebastopoli.

## Controversie
Durante la guida della 5ª Brigata, Klimenko avrebbe costituito un campo di tortura vicino a Donec'k dove avrebbe supervisionato pestaggi ed altre azioni violente contro membri della sua unità, anche feriti e disabili, che si rifiutavano di partecipare in assalti frontali suicidi contro le forze ucraine e sottraendo a loro gli stipendi. Il generale sarebbe anche responsabile della morte di Russel Bentley, un blogger americano filo-russo originario del Texas. Ufficiali della brigata avrebbero sequestrato e torturato a morte Bentley, scambiandolo per una spia americana.